# Margaritaria
Margaritaria es un género de plantas con flores perteneciente a la familia Phyllanthaceae. Comprende las 13 especies más pequeñas del género. Anteriormente se encontraban en el género Euphorbiaceae.

## Especies
- Margaritaria anomala (Baill.) Fosberg, Kew Bull. 33: 185 (1978).
- Margaritaria cyanosperma (Gaertn.) Airy Shaw, Kew Bull. 20: 387 (1966).
- Margaritaria decaryana (Leandri) G.L.Webster, J. Arnold Arbor. 60: 433 (1979).
- Margaritaria discoidea (Baill.) G.L.Webster, J. Arnold Arbor. 48: 311 (1967).
- Margaritaria dubium-traceyi Airy Shaw & B.Hyland, Kew Bull. 31: 357 (1976).
- Margaritaria hispidula G.L.Webster, J. Arnold Arbor. 60: 432 (1979).
- Margaritaria hotteana (Urb. & Ekman) G.L.Webster, J. Arnold Arbor. 38: 66 (1957).
- Margaritaria indica (Dalzell) Airy Shaw, Kew Bull. 20: 387 (1966).
- Margaritaria luzoniensis (Merr.) Airy Shaw, Kew Bull. 20: 387 (1966).
- Margaritaria nobilis L.f., Suppl. Pl.: 428 (1782).
- Margaritaria rhomboidalis (Baill.) G.L.Webster, J. Arnold Arbor. 60: 434 (1979).
- Margaritaria scandens (C.Wright ex Griseb.) G.L.Webster, J. Arnold Arbor. 38: 66 (1957).
- Margaritaria tetracocca (Baill.) G.L.Webster, J. Arnold Arbor. 38: 66 (1957).